# Dubbelsäng i Danmark
Dubbelsäng i Danmark är en kriminalroman av Maria Lang (pseudonym för Dagmar Lange), utgiven första gången 1975 på bokförlaget Norstedts. Romanen har översatts till danska, norska och finska.

## Handling
På en tillställning i Köpenhamn, dit Camilla Martin-Wijk just anlänt för att göra ett gästspel på Kungliga teatern, sticker en viss Preben Felding till henne en lapp med en adress på. Trots att hon inte borde - hon är ju gift - tar hon en taxi dit. Men när hon kryper ner i dubbelsängen är det inte Preben som ligger där. Det är en död kvinna.

## Karaktärer
- Camilla Martin, som är på gästspel i Danmark
- Preben Felding, som är på besök hemma i Danmark
- Stéphanie Felding, som inte säger många sanna ord
- Lone Lauritzen, som inte säger några ord alls
- Yan Römer, som får sin danska debut förstörd
- Jörg Römer, som äger en dubbelsäng i Nødebo
- Ulrik Cold, som äger en dubbelsäng på Østerbro
- Marga och Anders Christensen, som får sin nattsömn förstörd

bland annat av
- Christer Wijk